# Космический джем: Новое поколение
«Космический джем: Новое поколение» (англ. Space Jam: A New Legacy, дословно — «Космический джем: Новое наследие») — американский анимационно-игровой спортивный комедийный фильм режиссёра Малкольма Д. Ли. Фильм является продолжением фильма «Космический джем» и первым полнометражным театральным фильмом с участием персонажей «Looney Tunes» после «Луни Тюнз: Снова в деле». Главные роли исполнили Леброн Джеймс, Дон Чидл, Крис Дэвис, Соникуа Мартин-Грин и Седрик Джо, а Джефф Бергман, Эрик Бауза и Зендея озвучили персонажей «Looney Tunes». Фильм рассказывает о том, как Джеймс собирает команду для баскетбольного матча против коварного искусственного интеллекта, похитившего сына Леброна.
Продолжение «Космического джема» планировалось сразу после его выхода. Джо Питка должен был вновь занять пост режиссёра, однако фильм был отменён, поскольку Майкл Джордан отказался возвращаться в проект. Вследствие этого, фильм оказался в производственном аду, где находился до анонса в 2014 году. Спустя несколько недель съёмок в июле 2019 года Теренс Нэнс, предыдущий режиссёр, был уволен и его заменил Ли.
Мировая премьера состоялась 12 июля 2021 года в Лос-Анджелесе. В прокат США фильм вышел 16 июля одновременно в кинотеатрах и на HBO Max. Он стал кассовым провалом, собрав $ 162.8 млн в мировом прокате при бюджете в $ 150 млн, и получил в основном отрицательные отзывы от критиков, посчитавших его скучной рекламой интеллектуальной собственности Warner Bros., и три антипремии «Золотая малина», в том числе за худшего актёра (Джеймс).

## Сюжет
В 1998 году мать молодого Леброна Джеймса отвозит его на баскетбольный матч. Его друг Малик дарит ему Game Boy, играя в который, Леброн отвлекается от баскетбола. Когда тренер отчитывает его за поражение в матче, Джеймс решает последовать его советам и выбрасывает консоль.
В наши дни Леброн тренирует своих сыновей, Дариуса и Доминика. Дариус показывает хорошие результаты, однако Доминику баскетбол не интересен: он мечтает разрабатывать видеоигры. Позднее руководство Warner Bros. приглашает Леброна, Малика и Дома обсудить договор о производстве фильма. Леброн скептично относится к новому ПО компании, Warner 3000, разработанному искусственным интеллектом Ал-Го-Ритмом, в то время как Доминик выражает свою заинтересованность. Разница во мнениях отца и сына приводит к спору, и Доминик выражает свою ненависть в отношение ожиданий Леброна. Озлобленный реакцией Джеймса и желающий добиться признания, Ал-Гор заманивает Леброна и Доминика в серверную и затягивает их в Цифровую вселенную Warner Bros.
Ал-Гор берёт Дома в заложники и предлагает Леброну сыграть против него в баскетбол при условии, что он получит свободу, если победит, и отправляет его в Мир мультяшек. Там Леброн встречает Багза Банни, который рассказывает о том, как Ал-Гор вынудил остальных мультяшек покинуть родной мир и исследовать Цифровую вселенную. На летающей тарелке Марвина Багз и Леброн отправляются в путешествие по разным мирам и собирают баскетбольную команду. Тем временем Ал-Гор манипулирует Домом, улучшая его персонажа и игру, надеясь таким образом победить Леброна.
В Мире мультяшек, несмотря на возражения Багза, Леброн настаивает на том, чтобы они играли в баскетбол по правилам реального мира, а не мультипликационного. Они сталкиваются с командой Ал-Гора, «Вышибалы», состоящей из аватаров баскетболистов и Дома. Ал-Гор переводит персонажей Looney Tunes в формат 3D, а анимационного Леброна — в живую версию, организовывает прямой эфир и заманивает в Цифровую вселенную зрителей, включая семью Леброна, а в качестве болельщиков прибывают другие персонажи Warner Bros. В случае поражения мультяшек Ал-Гор угрожает удалить их из баз данных и навсегда оставить всех людей из реального мира в цифровом.
«Вышибалы» лидируют в первом тайме, используя свои способности и зарабатывая дополнительные очки. Леброн осознаёт свою ошибку и позволяет мультяшкам играть по собственным правилам во втором тайме. Во время тайм-аута Леброн извиняется перед Домом за то, что не признавал его интересов; Дом прощает Леброна и присоединяется к мультяшкам. Ал-Гор захватывает контроль над игрой и с помощью своих способностей усиливает себя и товарищей по команде. Надеясь вызвать с помощью особого приёма сбой, вследствие которого персонаж, выполнивший его, исчезнет и игра зависнет, Леброн решает пожертвовать собой, однако в последний момент Багз делает это вместо него. Леброн с помощью Дома зарабатывает победное очко, Ал-Гор и «Вышибалы» исчезают, Looney Tunes и Цифровая вселенная восстанавливаются, Леброн вместе с семьёй и остальными людьми возвращаются в реальный мир, а Багз прощается с друзьями и оказывается удалён.
Спустя неделю Леброн, принявший увлечения Дома, позволяет ему отправиться в лагерь разработчиков игр. Внезапно он воссоединяется с Багзом, который рассказывает, что нарисованные персонажи никаким образом не могут умереть, и его друзья тоже оказались в реальном мире. Леброн, принявший Looney Tunes в свою семью, позволяет им переехать к нему.

## В ролях

### Люди
| Персонаж                        | Актёр                               |
| ------------------------------- | ----------------------------------- |
| Леброн Джеймс                   |                                     |
| Ал-Го-Ритм                      | Дон Чидл                            |
| Доминик «Дом» Джеймс            | Седрик Джо                          |
| Камайя Джеймс                   | Соникуа Мартин-Грин                 |
| Малик                           | Крис Дэвис                          |
| Дариус Джеймс                   | Сейейр Дж. Райт                     |
| Зоша Джеймс                     | Харпер Ли Александр                 |
| Шенис Джеймс                    | Зоша Рокемор                        |
| Эрни Джонсон-мл.                |                                     |
| Лил Рел Хауэри                  |                                     |
| Продюсер Warner Bros.           | Сара Сильверман                     |
| Продюсер Warner Bros.           | Стивен Ён                           |
| Охранник на студии Warner Bros. | Джералд Джонсон                     |
| Майкл Б. Джордан                |                                     |
| Леброн Джеймс в возрасте 13 лет | Стивен Канколе                      |
| Малик в возрасте 13 лет         | Джалин Холл                         |
| Тренер Леброна                  | Вуд Харрис                          |
| Пит                             | Малкольм Д. Ли (в титрах не указан) |

### Мультяшки

#### Вселенная «Looney Tunes»
| Персонаж         | Голос                                                         |
| ---------------- | ------------------------------------------------------------- |
| Багз Банни       | Джефф Бергман                                                 |
| Даффи Дак        | Эрик Бауза                                                    |
| Марвин Марсианин | Эрик Бауза                                                    |
| Твити            | Эрик Бауза                                                    |
| Лола Банни       | Зендея                                                        |
| Кот Сильвестр    | Джефф Бергман                                                 |
| Йоземит Сэм      | Джефф Бергман                                                 |
| Фоггорн Леггорн  | Джефф Бергман                                                 |
| Элмер Фадд       | Джефф Бергман                                                 |
| Спиди Гонзалес   | Габриэль Иглесиас                                             |
| Порки Пиг        | Боб Берген                                                    |
| Таз              | Фред Таташор (речь) Джим Каммингс (вокал, в титрах не указан) |
| Вайли Э. Койот   |                                                               |
| Дорожный бегун   |                                                               |
| Госсамер         |                                                               |
| Бабуля           | Кэнди Майло                                                   |

#### Мультяшки из других вселенных
| Персонаж                 | Голос                                      |
| ------------------------ | ------------------------------------------ |
| Маска                    | Джим Керри                                 |
| Чудо-женщина             | Розарио Доусон                             |
| Рик Санчес               | Джастин Ройланд                            |
| Морти Смит               | Джастин Ройланд                            |
| Мишка Йоги               | Джефф Бергман                              |
| Фред Флинтстоун          | Джефф Бергман                              |
| Хронос                   | Дамиан Лиллард (голосовое и живое участие) |
| Бровь                    | Энтони Дэвис (голосовое и живое участие)   |
| Мокрый Огонь             | Клей Томпсон (голосовое и живое участие)   |
| Белая Мамба              | Дайана Таурази (голосовое и живое участие) |
| Паучиха                  | Ннека Огвумике (голосовое и живое участие) |
| второстепенные персонажи | Кимберли Брукс                             |

## Производство

### Разработка
Продолжение «Космического джема» планировалось ещё в 1996 году. Как только началась разработка, «Космический джем 2» собирался включить новое баскетбольное соревнование между Майклом Джорданом и Looney Tunes и новым злодеем по имени Берсерк-О!. Художнику Бобу Кэмпу было поручено спроектировать персонажей Берсерк-О! и его приспешников. Джо Питка вернулся бы в режиссёрское кресло, а Спайк Брандт и Тони Червоне подписались бы в качестве руководителей анимации. Однако Майкл Джордан не согласился сниматься в сиквеле. По словам Кэмпа, продюсер солгал художникам и дизайнерам, утверждая, что Джордан подписал контракт, чтобы продолжать разработку. Warner Bros. в конце концов отменили планы на фильм «Космический джем 2».
Сиквел вернулся в разработку под названием «Шпионский джем» (англ. Spy Jam). В нём собирались задействовать Джеки Чана. Студия также планировала фильм под названием «Гоночный джем» (англ. Race Jam), в котором должен был сниматься Джефф Гордон. Кроме того, Питка рассказал, что после успеха первого фильма ему предложили сюжет для продолжения, в котором в главной роли бы снялся профессиональный гольфист Тайгер Вудс, а Джордан сыграл бы более мелкую роль. Сообщается, что продюсер Айван Райтман выступал за фильм, в котором снова снимется Джордан. Последующие фильмы были в конечном счёте отменены в пользу «Луни Тюнз: Снова в деле». Фильм под названием «Скейт-джем» (англ. Skate Jam) с Тони Хоуком в главной роли находился на ранней стадии разработки. Планировалось, что производство начнётся сразу же после выпуска «Луни Тюнз: Снова в деле», но эти планы были отменены из-за плохих сборов фильма.

### Возобновление проекта
В феврале 2014 года Warner Bros. официально анонсирована разработку сиквела, в котором будет сниматься звезда Леброн Джеймс. Чарли Эберсол был поставлен на продюсирование, в то время как Вилли Эберсол писал сценарий. В мае того же года Джеймс сказал: «Я всегда любил „Космический джем“. Если у меня будет такая возможность, это будет здорово». В июле 2015 года Джеймс и его киностудия SpringHill Entertainment подписали контракт с Warner Bros на производство контента для телевидения, кинотеатров и цифрового видео после получения положительных отзывов за свою роль в «Девушка без комплексов». В 2016 году Джастин Лин подписался на проект в качестве режиссёра и продюсера сценария с Эндрю Доджем и Альфредо Ботелло. К августу 2018 года Лин покинул проект, и в качестве режиссёра фильма был нанят Теренс Нэнс. В сентябре 2018 года Райан Куглер был объявлен продюсером фильма. SpringHill Entertainment выпустила рекламный тизер, официально анонсирующий фильм, производство которого должно начаться в 2019 году в межсезонье. Съёмки должны были проходить в Калифорнии недалеко от Лос-Анджелеса. До начала производства фильм получил 21,8 миллиона долларов налоговых льгот благодаря новой программе налоговых льгот от государства.

### Съёмки
Основные съёмки начались 25 июня 2019 года. 16 июля 2019 года было объявлено, что Нэнс покидает проект, потому что у него со студией и продюсерами были разные взгляды на творческое видение будущего фильма. Позже Нэнса заменил Малкольм Д. Ли. Брэдфорд Янг, который должен был служить оператором, также покинул проект и был заменён на Сальваторе Тотино.
В число локаций, используемых для съёмок, входил Sheats–Goldstein Residence, принадлежащий компании Джеймса Гольдштейна, который разрешил временно превратить свой теннисный корт в баскетбольную площадку для съёмок. Производство завершилось 16 сентября 2019 года. Производство потратило в общей сложности $183,7 млн на съёмки в Калифорнии, получив $23,8 млн налоговых скидок от штата.
В марте 2020 года в Интернет просочились фотографии, сделанные на съёмочной площадке, и краткая запись вечеринки wrap party, из которых стало известно, что в фильме будут представлены персонажи из других объектов в собственности Warner Bros.
30 апреля 2020 года Джеймс официально раскрыл название и логотип фильма через Instagram — «Космический джем: Новое поколение» (англ. Space Jam: A New Legacy).

### Анимация и спецэффекты

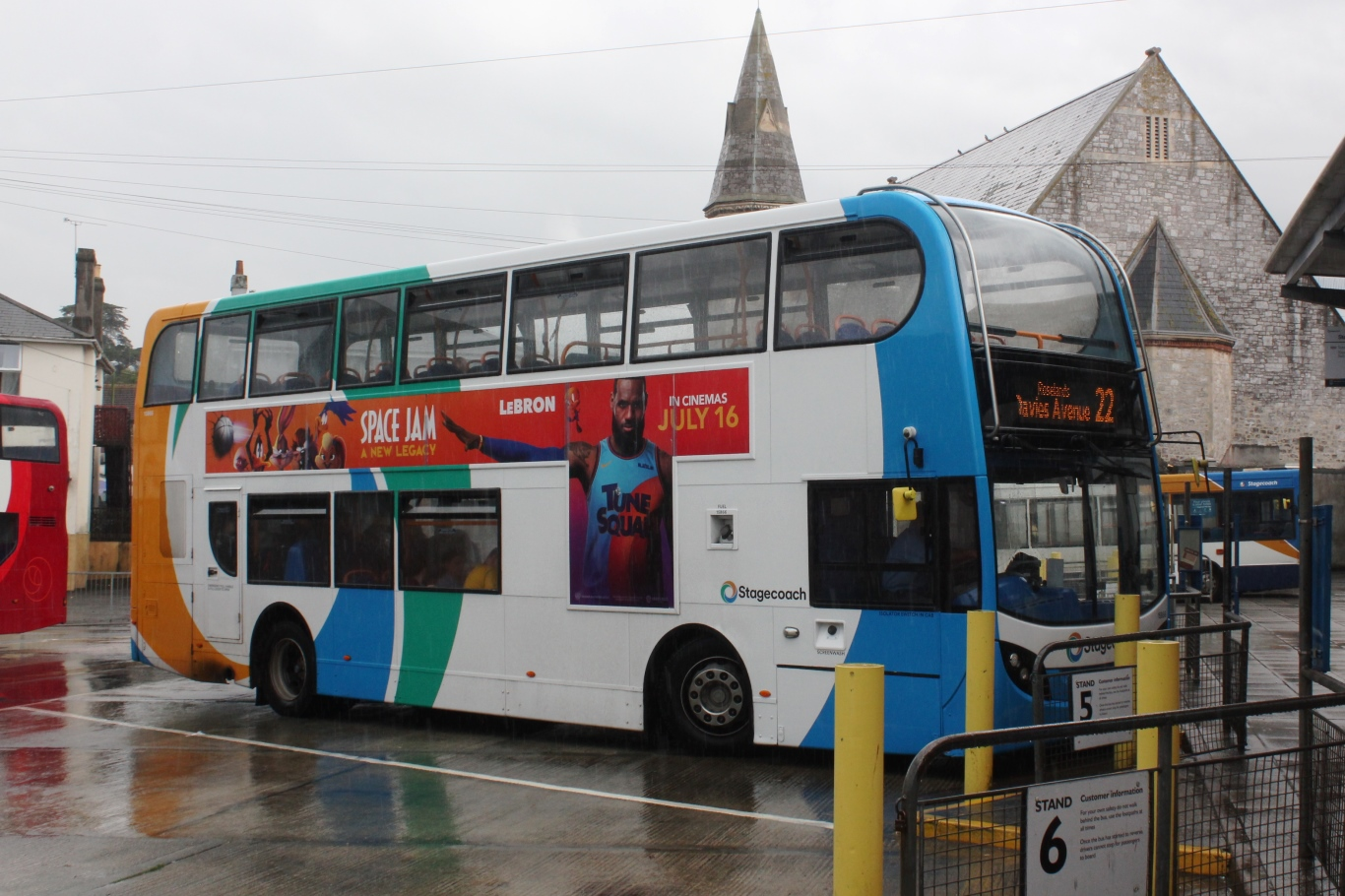

Над созданием визуальных эффектов к «Космическому джему 2» работал отдел визуальных эффектов Lucasfilm и Industrial Light & Magic.
В январе 2020 года работу над фильмом на студии Warner Bros. Animation начал аниматор Тони Бэнкрофт, наиболее известный благодаря работе над фильмами «Король Лев» и «Мулан». 26 марта 2020 года Джеймс сообщил, что производство фильма в значительной степени не пострадало от пандемии COVID-19, так как большая часть оставшейся работы над фильмом составляет анимация. Днём позже братья Бэнкрофт подтвердили, что аниматором будет Спайк Брандт, который ранее работал над анимацией фильма «Космический джем».

## Музыка
| Оценки критиков | Оценки критиков |
| Источник        | Оценка          |
| --------------- | --------------- |
| Pitchfork       | 2.3/10          |

7 января 2020 года было объявлено, что композитором фильма будет Ханс Циммер. 15 апреля 2020 года было объявлено, что вместе с Циммером будет работать Крис Бауэрс, однако в январе 2021 года было подтверждено, что Ханс покинул проект. Альбом был выпущен 9 июля 2021 года лейблом Republic Records, в него вошли два ведущих сингла: «We Win» от Lil Baby и Кирка Франклина и «Just for Me» от Saint Jhn и SZA. Помимо них, песни для фильма записали такие исполнители, как Джон Ледженд, Лил Уэйн, Saweetie, Jonas Brothers, 24kGoldn, Lil Uzi Vert, Chance the Rapper, Джойнер Лукас, Big Freedia, Энтони Рамос и Kash Doll. Песню «Get Ready for This», звучавшую в первом фильме, можно услышать в одной из сцен с Ал-Гором и Домом. Композиция «Sirius», являющаяся гимном команды «Чикаго Буллз», звучит в сцене, в которой Сильвестр приводит в раздевалку команды Майкла Б. Джордана, перепутав его с баскетболистом Майклом Джорданом.
| №                   | Название                                                       | Автор(ы) | Продюсер(ы)                                                                        | Длительность |
| ------------------- | -------------------------------------------------------------- | --- | ---------------------------------------------------------------------------------- | ------------ |
| 1.                  | «We Win (Space Jam: A New Legacy)» (Lil Baby и Кирк Франклин)  | Джастин Смит Кирк Франклин Lil Baby Синтия Нанн | Just Blaze Кирк Франклин                                                           | 3:15         |
| 2.                  | «Control the World» (24kGoldn, Лил Уэйн)                       | Лил Уэйн Омер Феди Блейк Слэткин Дэнни Кутюр 24kGoldn | Marshmello Феди Слэткин Кутюр                                                      | 2:16         |
| 3.                  | «See Me Fly» (Chance the Rapper, Джон Ледженд и Symba)         | Уоррен «Оук» Фелдер Джон Ледженд Чанселор Джонатан Беннетт Демарио Драйвер Дариан Джошуа Гарсиа                                                                                                  | Оук Фелдер Заир Коало Смоко Оно                                                    | 2:23         |
| 4.                  | «Hoops» (Saweetie, Salt-N-Pepa и Kash Doll)                    | Черил Джеймс Джим Лавин Сандра Дентон Мэдисон Лав Джонни Голдштейн Демарио Драйвер Коул Баста Даймонт Харпер Мэри Энн Доэрти                                                                     | Голдштейн                                                                          | 2:42         |
| 5.                  | «Pump Up the Jam» (Lil Uzi Vert)                               | Мануэла Камоси Томас де Квинси | Роберт Элайджа Фэйрфакс III Бенджамин «BNYX» Сэйнт Форд Террелл Гринли Амин Уоррен | 2:15         |
| 6.                  | «Just for Me (Space Jam: A New Legacy)» (Saint Jhn, SZA)       | Пэт Морриси Карлос Сент-Джон Филлипс Рин Уивер Солана Роу Левай Леннокс Малундама | Морриси                                                                            | 3:37         |
| 7.                  | «Crowd Go Crazy» (Джон Ледженд)                                | Райан Теддер Али Тампоси Стивенс Марти Маро | Теддер Маро                                                                        | 3:00         |
| 8.                  | «Mercy» (Jonas Brothers)                                       | Майк Элизондо Джейсон Эвиган Кевин Джонас Ник Джонас Стефан Джонсон Шон Дуглас Эми Уэдж Кейси Смит Джордан К. Джонсон                                                                            | Майк Элизондо Эвиган The Monsters & Strangerz Gian Stone                           | 3:01         |
| 9.                  | «Gametime» (Lil Tecca и Амине)                                 | Джейсон Мизелл Тайрон Тейлор Амине Кирк Джонс Фред Скраггс Чилоу Паркер Латаша Уильямс Блэйз Райли Lil Tecca                                                                                     | Таша Катур Райли                                                                   | 3:11         |
| 10.                 | «About That Time» (Dame D.O.L.L.A., G-Eazy, P-Lo и White Dave) | Джонатан Смит Гарри Палмер Джеймс Мур Лоуренс Смит Расселл Симмонс Тодд Энтони Шоу Людвиг Йоранссон Роберт Артур Форд Пауло Родригес Джеральд Эрл Гиллум White Dave Дамиан Лиллард Нгавон Сэмфел | Йоранссон P-Lo Сэмфел                                                              | 3:11         |
| 11.                 | «MVP» (Brockhampton)                                           | Иэн Симпсон Уильям Вуд Оливер Родиган Расселл Боринг Ромиль Эмнани Мэттью Чемпион Доминик Симпсон Джабари Мэнуорринг                                                                             | Каденза Джабари Манва Video Store                                                  | 2:51         |
| 12.                 | «Settle the Score» (Cordae и Duckwrth)                         | Эрик Фредерик Зак Карпер Кэмерон Гласпер Джаред Ли Винни Беннетт Tayla Parx Cordae | Карпер Рики Рид                                                                    | 2:29         |
| 13.                 | «Goin' Looney» (Big Freedia)                                   | Фредди Росс Майлз Комаскей Сюзанна Пауэлл Райан Чавес Оуэн Дж. Хобсон | Boyfriend Голд Глоув                                                               | 3:40         |
| 14.                 | «Shoot My Shot» (Джойнер Лукас)                                | Гари Лукас Juicebox Slim | Juicebox Slim                                                                      | 3:22         |
| 15.                 | «My Guy» (Леон Бриджес)                                        | Джонас Джеберг Маркус Ломакс Александр Изкиэрдо | Леберг Джошуа Блок Марк Ло                                                         | 3:20         |
| 16.                 | «The Best» (Энтони Рамос)                                      | Энтони Рамос Imad Royal Райли Эндрю Нили DJ Stanfill | Ройал Райли DJ Stanfill Уилл Уэллс                                                 | 3:01         |
| Общая длительность: | Общая длительность:                                            | Общая длительность: | Общая длительность:                                                                | 46:22        |

## Выпуск
«Космический джем 2: Новое поколение» вышел в широкий прокат в США 16 июля 2021 года, его прокатом занимается студия Warner Bros., фильм также был доступен на HBO Max в течение месяца. 29 сентября 2020 года SpringHill Co. Entertainment, производственная компания фильма, подписала 4-летний контракт с Universal Pictures, что сделало эту работу их четвёртой и последней независимо созданной работой до истечения срока контракта.

## Критика
На сайте Rotten Tomatoes рейтинг одобрения фильма составляет 26 % на основе 212 рецензий со средней оценкой 4,50/10. Критический консенсус веб-сайта гласит: «Несмотря на все усилия Леброна Джеймса привести мультяшек к победе, „Космический джем: Новое поколение“ меняет нелепый мета-юмор своего предшественника на бессовестное и утомительное упражнение в IP брендинг». Согласно Metacritic, который присвоил средневзвешенную оценку 36 баллов из 100 на основе 44 рецензий, фильм получил «в целом неблагоприятные отзывы». Зрители CinemaScore дали фильму среднюю оценку «A-» по шкале от A+ до F, как и первому фильму, в то время как PostTrak сообщил, что 78 % киноманов дали ему положительную оценку и 58 % из них определённо рекомендуют его.

## Награды и номинации
| Награда                                    | Год вручения | Категория                                  | Номинанты и получатели                                                 | Результат | П.           |
| ------------------------------------------ | ------------ | ------------------------------------------ | ---------------------------------------------------------------------- | --------- | ------------ |
| Премия Ассоциации профессионалов Голливуда | 2021         | Выдающийся звук — театральный фильм        | Тим Ле Блан, Майкл Келлер, Эрик Аадаль, Итан ван дер Рин и Мальт Билер | Победа    | [ 51 ]       |
| People’s Choice Awards                     | 2021         | Комедийный фильм 2021 года                 | «Космический джем: Новое поколение»                                    | Номинация | [ 52 ]       |
| Золотая малина                             | 2022         | Худший фильм                               | Райан Куглер, Леброн Джеймс, Маверик Картер и Дункан Хендерсон         | Номинация | [ 7 ] [ 53 ] |
| Золотая малина                             | 2022         | Худший актёр                               | Леброн Джеймс                                                          | Победа    | [ 7 ] [ 53 ] |
| Золотая малина                             | 2022         | Худший актёрский дуэт                      | Леброн Джеймс и любая мультяшка                                        | Победа    | [ 7 ] [ 53 ] |
| Золотая малина                             | 2022         | Худший приквел, сиквел, ремейк или плагиат | «Космический джем: Новое поколение»                                    | Победа    | [ 7 ] [ 53 ] |
| Kids’ Choice Awards                        | 2022         | Любимый фильм                              | «Космический джем: Новое поколение»                                    | Номинация | [ 54 ]       |
| Kids’ Choice Awards                        | 2022         | Любимый киноактёр                          | Леброн Джеймс                                                          | Номинация | [ 54 ]       |

## Будущее
После выхода фильма режиссёр Малкольм Д. Ли вёл переговоры о третьем «Космическом джеме» с Дуэйном Джонсоном в главной роли и с профессиональной борьбой вместо баскетбола.